# Тики Гелана
Эрба Тики Гелана — эфиопская бегунья, специализирующаяся в марафоне. Олимпийская чемпионка 2012 года с олимпийским рекордом 2:23.07. Действующая обладательница национального рекорда в марафоне 2:18.58 — это 5-й результат за всю историю. 
В 2008 году установила личный рекорд в беге на 10 000 метров на гран-при Остравы, показав результат 31.27,80. В 2010 году заняла 4-е место на Лос-Анджелесском марафоне с результатом 2:29.27.
3 февраля 2013 года стала победительницей полумарафона Маругаме с результатом 1:08.53.
На Лондонском марафоне 2014 года она заняла 9-е место с результатом 2ː26.58. 21 сентября заняла 2-е место на пробеге Dam tot Damloop.

## Достижения
- Победительница Амстердамского марафона 2011 года — 2:22.08
- Победительница Роттердамского марафона 2012 года — 2:18:58

## Личная жизнь
Её двоюродный брат Гезахегне Абера — олимпийский чемпион 2000 года в марафоне.